# Coenonympha philaidilis
Coenonympha philaidilis är en fjärilsart som beskrevs av Moritz Balthasar Borkhausen 1788. Coenonympha philaidilis ingår i släktet Coenonympha och familjen praktfjärilar. Inga underarter finns listade i Catalogue of Life.